# Pascal Baills
Pascal Baills (Perpignano, 30 dicembre 1964) è un allenatore di calcio ed ex calciatore francese, di ruolo difensore.

## Carriera

### Club
Ha giocato con Montpellier, Marsiglia e Strasburgo.

### Nazionale
Ha rappresentato la Nazionale francese il 30 marzo 1991, in una partita contro l'Albania.

## Palmarès
- Coppa di Francia: 1

Montpellier: 1989-1990
- Campionato francese: 1

Marsiglia: 1991-1992

## Allenatore
Dal 2009 al 2013 è stato assistente dell'allenatore René Girard al Montpellier. Nel 2012 la squadra diventa campione di Francia.
Da gennaio del 2016 ricopre nuovamente il ruolo di assistente-tecnico a Frédéric Hantz, nuovo tecnico del Montpellier.